# Latenivenatrix

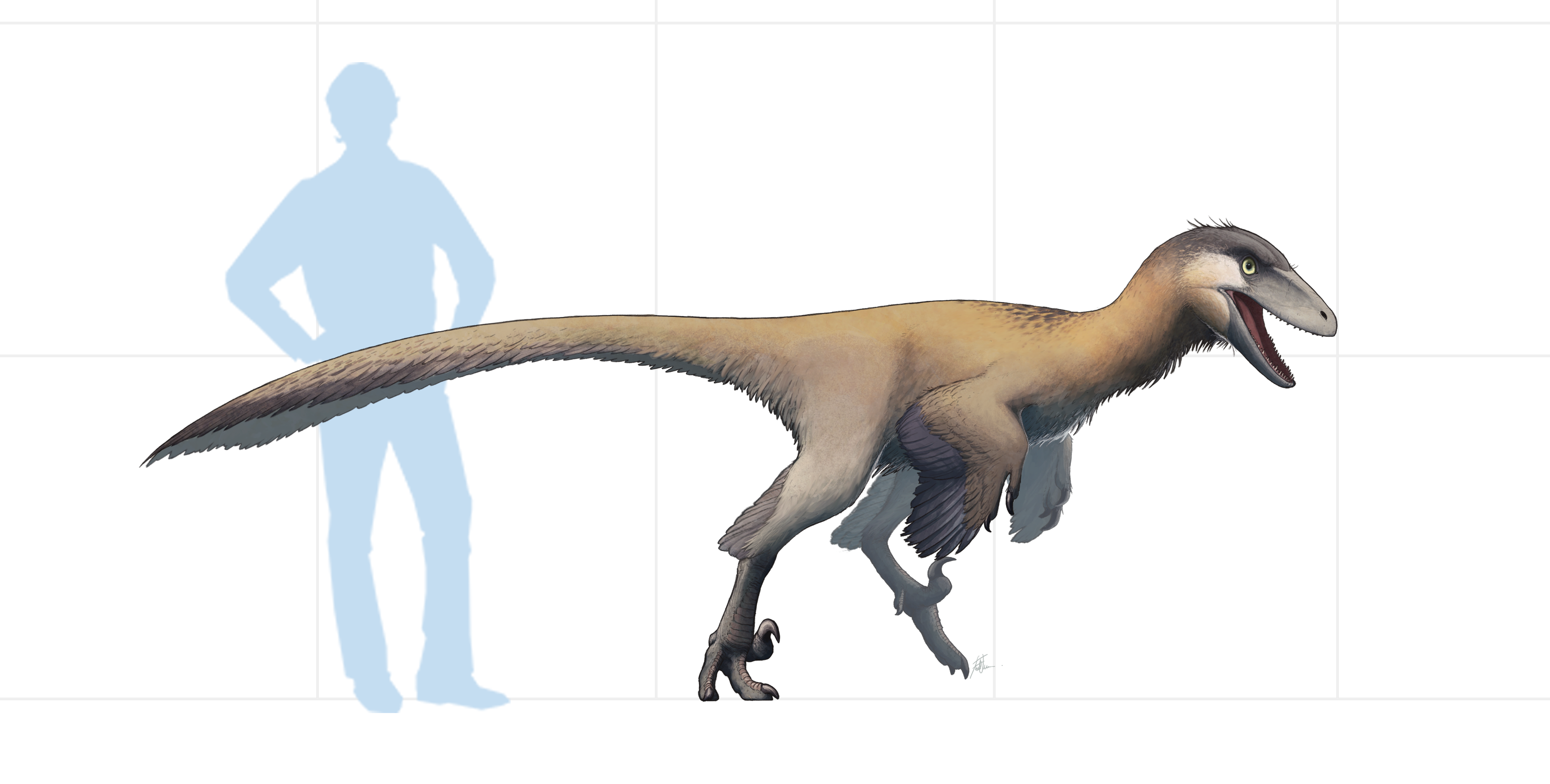
Latenivenatrix mcmasterae

Latenivenatrix mcmasterae is een theropode dinosauriër, behorend tot de Maniraptora, die tijdens het late Krijt leefde in het gebied van het huidige Canada.

## Vondst en naamgeving
In 1968 vond Irene Vanderloh in het Dinosaur Provincial Park van Alberta een gedeeltelijk skelet van een lid van Troodontidae, specimen CMN 12340. Het werd in 1969 door Dale Alan Russell toegewezen aan Stenonychosaurus. Het was indertijd het meest complete fossiel van een troödontide dat uit Amerika bekend was. In 1987 werd het door Philip John Currie toegewezen aan Troodon formosus en vertegenwoordigde een groot deel van de informatie over die soort.
In juni 2014 vond student Aaron van der Reest in dezelfde lagen van de Dinosaur Park Formation, die van Megaherbivore Assemblage Zone 2, een zeer groot bekken van een troödontide, specimen UALVP 55804. De afwijkende vorm hiervan leidde tot de conclusie dat het om een apart taxon ging. Dat zou verschillen van resten die in oudere lagen van de Dinosaur Park Formation gevonden waren, de Megaherbivore Assemblage Zone 1, waaronder ook het holotype van Stenonychosaurus. Er werd besloten dat laatste geslacht weer te doen "herleven" en voor de resten uit de MAZ-2 een nieuwe soort te benoemen. Troodon intussen, was slechts gebaseerd geweest op losse tanden die van geen van beide Canadese soorten te onderscheiden waren. Er werd gesuggereerd het beroemde geslacht, nu ontdaan van zijn voornaamste materiaal, als een nomen dubium te beschouwen.
In 2017 werd de typesoort Latenivenatrix mcmasterae benoemd en beschreven door Van der Reest en Currie. De geslachtsnaam is een combinatie van het Latijn latens, "zich verbergend", een verwijzing naar het feit dat het materiaal soms al een eeuw in de collecties verbleef zonder als een aparte soort herkend te worden, en venatrix, "jageres". Een correcte combinatie zou de naam "Latentivenatrix" hebben opgeleverd. De soortaanduiding eert Lyne McMaster, wijlen de moeder van Van der Reest, die in 2013 op haar sterfbed hem aanspoorde met de erfenis zijn studie paleontologie af te maken. De Life Science Identifiers zijn 89E5A52A-B5A5-4090-887E-0886EBF360ED voor het geslacht en 966DEF0C-C19D-4A16-A4D9-EC1502B5F3AD voor de soort.

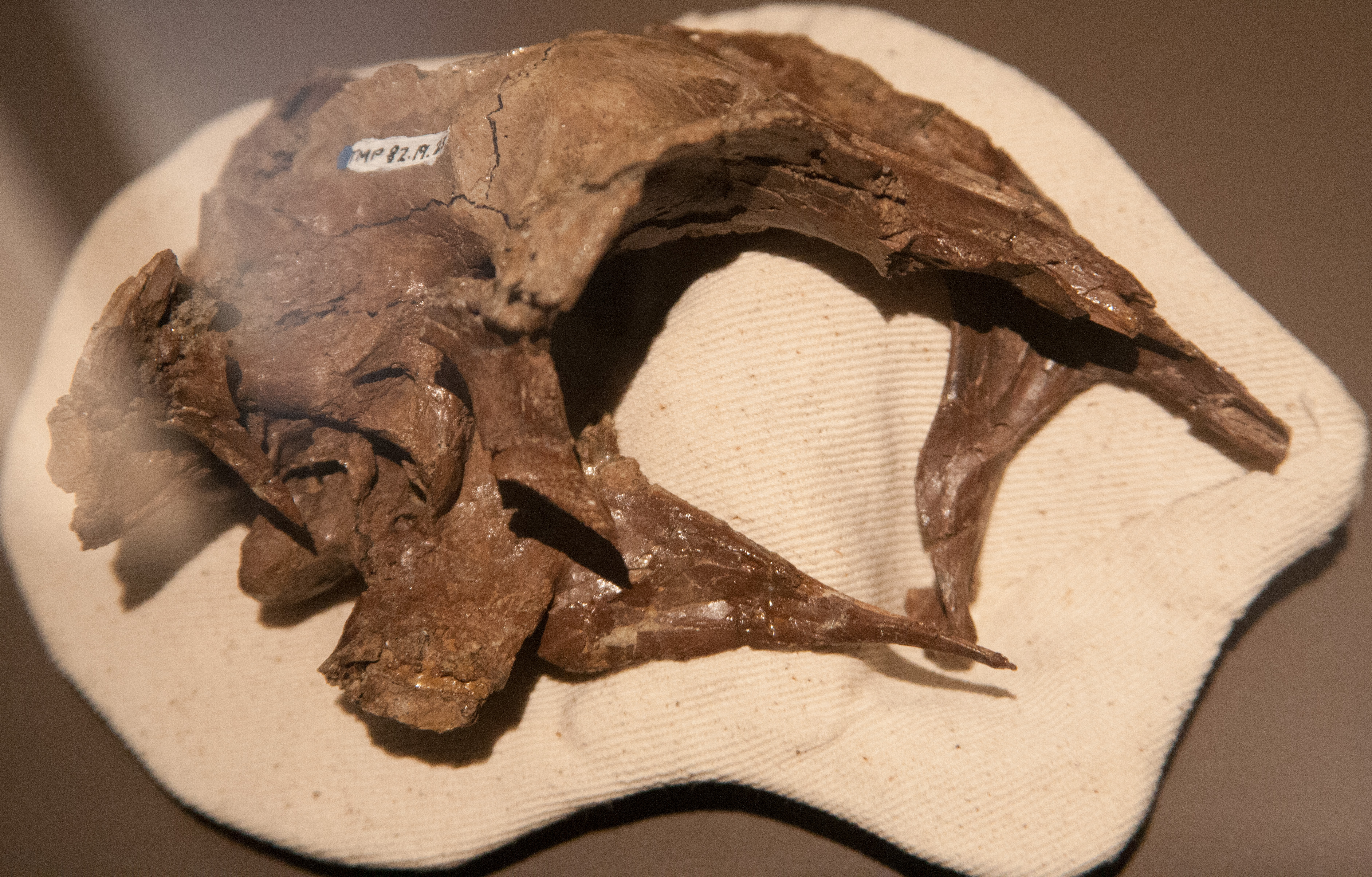
TMP 1982.019.0023

Het holotype is niet het bekken maar specimen CMN 12340, daterend uit het Campanien. De MAZ-2 heeft een ouderdom van 75,9 tot 75,3 miljoen jaar. Het bestaat uit een gedeeltelijk skelet met schedel. Bewaard zijn gebleven: een schedeldak, de onderste hersenpan, een ruggenwervel, drie staartwervels, drie chevrons, vier ribben, zeven buikribben, de linkervoorpoot, de rechterellepijp, een dijbeen, twee enkels en twee voeten. Drie specimina zijn toegewezen, ten dele omdat ze uit dezelfde lagen komen. UALVP 55804 is een heiligbeen met bekken en beide darmbeenderen en schaambeenderen. TMP 1982.019.0023 is een schedeldak met hersenpan, in 1985 door Currie beschreven en later toegewezen aan Troodon. TMP 1992.036.0575 bestaat uit een rechteronderkaak en een linkervoet. Daarnaast werden TMP 1979.008.0001, TMP 1980.016.1478 en TMP 1986.036.004 in de tekst beschreven als specimina van Latenivenatrix, zij het zonder formele toewijzing.
In 1932 benoemde Charles Whitney Gilmore de soort Polydontosaurus grandis op basis van specimen CMN 8540, een stuk onderkaak van een troödontide dat hij voor een hagedis aanzag. Het komt uit de MAZ-2 maar dat is niet helemaal zeker. Het werd daarom in 2017 als een nomen dubium beschouwd; anders was Latenivenatrix hiervan een jonger subjectief synoniem geweest.

## Beschrijving
Latenivenatrix is een grote troödontide. Het bekken wijst op een dier van drie à vier meter lengte.
De beschrijvers wisten enkele onderscheidende kenmerken vast te stellen. Twee daarvan zijn te vinden in het holotype. Het gaat om een unieke combinatie van op zich niet unieke kenmerken. Het voorhoofdsbeen is driehoekig in plaats van L-vormig en heeft een enkelvoudige diepe groeve in het raakvlak met het neusbeen. Het derde middenvoetsbeen heeft een licht holle voorkant als het element plat gehouden wordt, op het breedste punt tussen de distale gewrichtsknobbels. Het bekken toont drie autapomorfieën, unieke afgeleide eigenschappen. Het schaambeen is 17° naar achteren geroteerd. Het schaambeen is hol naar voren gebogen. Het schaambeen heeft een verruwing voor de aanhechting van een spier op de onderste buitenste zijkant, net boven de voet. Dat laatste is vrijwel uniek binnen de hele Theropoda. Als drager van autapomorfieën fungeert UALVP 55804 in feite als paratype.

## Fylogenie
Latenivenatrix is in de Troodontidae geplaatst, en meer bepaald in de Troodontinae, als zustersoort van een klade gevormd door Linhevenator en Philovenator. Die laatste zijn Aziatische soorten. Latenivenatrix zou dus niet van Stenonychosaurus afstammen, hoewel in direct opvolgende lagen aanwezig.